# 堀薫夫
堀薫夫（ほり しげお、1955年- ）は、日本の教育学者、大阪教育大学教授。

## 略歴
京都市生まれ。1978年大阪大学人間科学部教育学卒、83年同大学院社会教育論博士課程満期退学、2001年「教育老年学の構想 エイジングと生涯学習」で博士（人間科学）。福井県立短期大学講師、助教授を経て、1992年大阪教育大学教授（生涯教育計画論研究室）となる。専門領域は教育老年学、生涯学習論。

## 著書
- 『教育老年学の構想 エイジングと生涯学習』学文社 1999
- 『生涯発達と生涯学習』ミネルヴァ書房 2010

### 共編著
- 『生涯発達と生涯学習』麻生誠共著 放送大学教育振興会 1997
- 『生涯学習と自己実現』麻生誠共編著. 放送大学教育振興会 2002
  - 『生涯学習と自己実現 新訂』三輪建二共編著 放送大学教育振興会 2006
- 『教育老年学の展開』編著. 学文社 2006
- 『新しい時代の生涯学習 第2版』関口礼子,小池源吾, 西岡正子, 鈴木志元共著 有斐閣アルマ 2009
- 『新しい時代の生涯学習 第3版』関口礼子, 西岡正子, 鈴木志元, 神部純一, 柳田雅明共著 有斐閣アルマ 2018
- 『教育老年学と高齢者学習』編著. 学文社 2012

### 翻訳
- エデュアード・リンデマン『成人教育の意味』学文社 1996
- マルカム・ノールズ『成人教育の現代的実践 ペダゴジーからアンドラゴジーへ』三輪建二共監訳. 鳳書房 2002
- S.B.メリアム『質的調査法入門 教育における調査法とケース・スタディ』久保真人, 成島美弥共訳 ミネルヴァ書房(叢書・現代社会のフロンティア  2004
- S.B.メリアム, E.L.シンプソン『調査研究法ガイドブック 教育における調査のデザインと実施・報告』監訳 ミネルヴァ書房 2010
- マルカム・ノールズ『成人学習者とは何か 見過ごされてきた人たち』三輪建二共監訳. 鳳書房 2013

## 論文
- <堀薫夫